# Jug Sessions
Jug Sessions è un doppio album raccolta di Gene Ammons, pubblicato dalla EmArcy Records nel 1976.

## Tracce
Lato A
1. Concentration – 3:00 (Lionel Hampton, Ben Kynard) – Registrato il 19 giugno 1947 a Chicago (Illinois)
2. Red Top (Original) – 3:08 (Lionel Hampton, Ben Kynard) – Registrato il 19 giugno 1947 a Chicago (Illinois)
3. Red Top (Vocal Overdub Version) – 3:08 (Lionel Hampton, Ben Kynard) – Registrato il 19 giugno 1947 a Chicago (Illinois)
4. Idaho – 2:45 (Jesse Stone) – Registrato il 19 giugno 1947 a Chicago (Illinois)[1]
5. St. Louis Blues – 2:55 (W.C. Handy) – Registrato il 6 agosto 1947 a Chicago, Illinois
6. Shufflin' the Boogie – 3:03 (Bob Sherman) – Registrato il 6 agosto 1947 a Chicago, Illinois
7. S.P. Blues – 2:33 (Otis Spann) – Registrato il 6 agosto 1947 a Chicago, Illinois

Lato B
1. Little Irv – 3:00 (Marcel Daniels) – Registrato il 5 febbraio 1949 a New York
2. Abdullah's Fiesta – 2:55 (Marcel Daniels) – Registrato il 5 febbraio 1949 a New York
3. Brother Jug's Sermon – 2:57 (Marcel Daniels) – Registrato il 5 febbraio 1949 a New York
4. Everything Depends on You – 3:00 (Carpenter, Dunlop, Hines) – Registrato il 4 ottobre 1949 a Chicago (Illinois)
5. Hot Springs – 2:55 (Jimmy Mundy) – Registrato il 4 ottobre 1949 a Chicago (Illinois)
6. When You're Gone – 3:05 (Jimmy Mundy, Johnson) – Registrato il 4 ottobre 1949 a Chicago (Illinois)
7. Little Slam – 2:59 (Jimmy Mundy) – Registrato il 4 ottobre 1949 a Chicago (Illinois)[2]

Lato C
1. Hiroshima – 2:38 (Gene Ammons) – Registrato il 6 agosto 1947 a Chicago, Illinois[3]
2. McDougal's Sprout – 2:40 (Ernest McDonald Jr.) – Registrato il 23 ottobre 1947 a Chicago (Illinois)
3. Hold That Money – 2:21 (Earl Coleman, Felix Bernard) – Registrato il 23 ottobre 1947 a Chicago (Illinois)
4. Shermanski – 2:40 (Marcel Daniels) – Registrato il 23 ottobre 1947 a Chicago (Illinois)
5. Harold That Fox – 2:17 (Gene Ammons) – Registrato il 23 ottobre 1947 a Chicago (Illinois)[4]
6. Jeet Jet – 2:33 (A.K. Salim) – Registrato il 1º dicembre 1947 a Chicago (Illinois)
7. Odd-En_Dow – 2:57 (A.K. Salim) – Registrato il 1º dicembre 1947 a Chicago (Illinois)

Lato D
1. Going for the Okey Doak – 3:05 (A.K. Salim) – Registrato il 1º dicembre 1947 a Chicago (Illinois)
2. E.A.A.K. Blues – 2:50 (A.K. Salim) – Registrato il 1º dicembre 1947 a Chicago (Illinois)[5]
3. Blowing the Family Jewels – 2:22 (A.K. Salim) – Registrato il 10 dicembre 1947 a Chicago (Illinois)
4. Sugar Coated – 2:51 (A.K. Salim) – Registrato il 10 dicembre 1947 a Chicago (Illinois)
5. Dues in Blues – 2:46 (A.K. Salim) – Registrato il 10 dicembre 1947 a Chicago (Illinois)
6. Jay, Jay – 2:20 (J.J. Johnson) – Registrato il 10 dicembre 1947 a Chicago (Illinois)[6]
7. Daddy Sauce's Airlines – 2:55 (Marcel Daniels) – Registrato il 5 febbraio 1949 a New York[7]

## Musicisti
Brani A1, A2, A3 e A4
- Gene Ammons - sassofono tenore
- Gail Brockman - tromba
- James Craig - pianoforte
- Gene Wright - contrabbasso
- Chuck Williams - batteria
- George Stone - arrangiamenti

Brani A5, A6, A7 e C1
- Gene Ammons - sassofono tenore
- Marvin Randolph - tromba (tranne brano: A7)
- Albert Ammons - pianoforte
- Ike Perkins - chitarra
- Israel Crosby - contrabbasso
- Al Burroughs - batteria

Brani B1, B2, B3 e D7
- Gene Ammons - sassofono tenore
- Ernest McDonald - sassofono alto
- Jesse Miller - tromba
- Junior Mance - pianoforte
- Leo Blevens - chitarra
- Leroy Jackson - contrabbasso
- Wesley Landers - batteria
- Marcel Daniels - voce (tranne in: Brother Jug's Sermon e Daddy Sauce's Airlines)

Brani B4, B5, B6 e B7
- Gene Ammons - sassofono tenore
- Ernest McDonald - sassofono alto, baritono sassofono
- Jesse Miller - tromba
- Matthew Gee - trombone
- Junior Mance - pianoforte
- Leo Blevens - chitarra
- Leroy Jackson - contrabbasso
- Wesley Landers - batteria
- Jimmy Mundy - arrangiamenti

Brani C2, C3, C4 e C5
- Gene Ammons - sassofono tenore
- Ernest McDonald - sassofono alto, sassofono baritono
- Gail Brockman - tromba
- Junior Mance - pianoforte
- Gene Wright - contrabbasso
- Ellis Bartee - batteria
- Earl Coleman - voce (solo nel brano: Hold That Money)
- George Stone - arrangiamenti

Brani C6, C7, D1 e D2
- Gene Ammons - sassofono tenore
- John Flaps Dungee - sassofono alto, sassofono baritono
- Gail Brockman - tromba
- Junior Mance - pianoforte
- Gene Wright - contrabbasso
- Ellis Bartee - batteria
- Earl Coleman - voce
- A.K. Salim - arrangiamenti

Brani D3, D4, D5 e D6
- Gene Ammons - sassofono tenore
- John Flaps Dungee - sassofono alto, sassofono baritono
- Gail Brockman - tromba
- Junior Mance - pianoforte
- Gene Wright - contrabbasso
- Ellis Bartee - batteria
- Earl Coleman - voce (solo nel brano: Dues in Blues)
- A.K. Salim - arrangiamenti